# Viorel Prisacari
Viorel Prisacari (n. 26 martie 1946, Gașpar, raionul Edineț, Republica Moldova) este un epidemiolog, doctor habilitat în medicină, profesor universitar, deputat și prorector în probleme de știință al Universității de Stat de Medicină și Farmacie „Nicolae Testemițanu”.

## Studii
Viorel Prisacari a terminat clasele primare în 1959, în satul său natal Gașpar din raionul Edineț. A făcut apoi școala medie în satul Parcova din același raion, pe care a absolvit-o în 1963. Studiile superioare le-a urmat la Universitatea de Stat de Medicină (1963-1969), după care a făcut doctorantura (1969-1973) și postdoctorantura (1987-1989) la catedra Epidemiologie a aceleiași universități.

## Carieră
Prisacari este doctor în științe medicale din 1973 și doctor habilitat în medicină din 1990, ambele titluri obținându-le în specialitatea Epidemiologie. Din 1991, este profesor universitar de aceeași specialitate.
Imediat după terminarea studiilor de post-doctorat, în 1990, Viorel Prisacari a devenit șef de catedră la Universitatea de Stat de Medicină și Farmacie „Nicolae Testemițanu” (USMF), specialitatea Epidemiologie. În același an a devenit coordonator al laboratorului științific „Epidemiologia infecțiilor nosocomiale”, iar din 1991 este prorector pentru activitatea științifică a USMF. Toate cele trei posturi le deține și în prezent.
Este membru al mai multor foruri naționale din domeniul medicinal, pe unele dintre care le prezidează sau le-a prezidat. Astfel, el este președinte al Societății Științifice a Epidemiologilor, Microbiologilor și Parazitologilor din Republica Moldova din 1990, al Consiliului Științific Specializat de susținere a tezelor în Medicina Preventivă (1993-1998), al Comisiei metodice de profil „Patologia infecțioasă” (1991-1999; după care a rămas ca membru până în 2012, iar de atunci este vice-președinte), al Comisiei Republicane de Atestare a medicilor epidemiologi (1996-2008; după care a rămas ca membru). Este membru al Consiliului Științific al USMF din 1991, al Senatului USMF din 1996, al Consiliului Suprem pentru Știință și Dezvoltare Tehnologică al RM (1999-2001), al Prezidiului Consiliului de Experți al Ministerului Sănătății al RM din 2000, al Consiliului Sanitaro-Epidemiologic al aceleiași instituții începând cu același an, al Secției Medicale a Academiei de Științe a Moldovei (AȘM; 2004-2009), al Secției de Științe ale Naturii și Vieții a AȘM din 2009.
Conform CV-ului publicat pe site-ul AȘM, interesele de cercetare ale lui Viorel Prisacari includ „optimizarea supravegherii epidemiologice în maladiile infecțioase actuale pentru Republica Moldova” și „elaborarea, cercetarea și implementarea preparatelor antibacteriene și antifungice din materie primă locală”.
Prisacari a publicat peste 300 de lucrări științifice și didactice, care includ 8 monografii și 6 manuale. Este autorul a 30 brevete de invenție și 102 certificate de inovator, cât și autor sau coautor al patru preparate medicamentoase. A participat la peste 30 de expoziții naționale și internaționale de invenții, inovații și transfer tehnologic, la care au fost obținute 54 de medalii.
În anii 1991-2012 a fost coordonator al activității științifice în cadrul USMF. A coordonat 13 texe de doctor și doctor habilitat în științe medicale. A organizat Congresele III, IV, V și VI ale Igieniștilor, Epidemiologilor și Microbiologilor din RM, cât și 9 conferințe și simpozioane științifice la tema „Optimizarea supravegherii epidemiologice în maladiile infecțioase actuale pentru Republica Moldova”.
Între anii 1999 și 2012, Viorel Prisacari a fost redactor responsabil al revistei universitare „Anale științifice” a USMF. În afară de asta, a fost redactor responsabil al 23 de culegeri de lucrări științifice și membru al colegiului redacțional al 7 reviste științifice.
A fost deputat în Parlamentul Republicii Moldova, în Legislatura a XV-a (2001-2005), din partea Partidului Popular Creștin Democrat. Făcea parte din Comisia Cultură, Învățământ, Știință și Mass-media. A demisionat din funcția de deputat în 2003.

## Premii, distincții și recunoaștere
Titlurile onorifice, mențiunile, premiile și distincțiile acordate lui Viorel Prisacari includ următoarele:
- 1993 – Membru corespondent al Academiei de Științe Medicale din România
- 1995 – Medalia „Meritul Civic”
- 1996, 2007 – Premiul AȘM
- 1998 – Membru de Onoare al Societății Științifice a Epidemiologilor din România
- 1999 – Titlul onorific „Om Emerit”[4]
- 2002 – Titlul onorific „Inventator remarcabil”, Geneva, Elveția
- 2002 – Cetățean de onoare al statului Nebraska (SUA)
- 2004 – Premiul Mare al AGEPI
- 2005 – Diploma de Merit a AȘM
- 2006 – Medalia „Dimitrie Cantemir”
- 2006 – Diploma Guvernului Republicii Moldova
- 2006 – Diploma Ministerului Sănătății al Republicii Moldova
- 2009 – Diploma de Excelență și Marele Premiu la Salonul Internațional al Cercetării, Inovării și Inventicii, Cluj-Napoca, România
- 2009 – Premiul Guvernului Republicii Moldova
- 2010 – Medalia „Meritul inventiv” a Institutului Național de Inventică, Iași, România
- 2010 – Ordinul „Gloria Muncii”[5]
- 2011 – Premiul Societății de Inginerie chimică, Bruxelles, Belgia
- 2012 – Diploma AȘM
- 2016 – Medalia „Nicolae Milescu Spătaru” a AȘM[6]

„Despre Viorel Prisacari putem spune că este un bun patriot al științei, al Universității și al Academiei de Științe a Moldovei, și a ajuns învingător în toate, pentru că a avut voință și putere de muncă”—Președintele AȘM Gheorghe Duca

## Acuzații de abuz și hărțuire sexuală
La începutul lunii august 2018, o asistentă universitară a lui Viorel Prisacari l-a acuzat pe acesta de hărțuire sexuală. La scurt timp, a urmat o plângere similară de la o colegă a asistentei. Prisacari a respins acuzațiile și, la sfârșitul aceleiași luni, a cerut despăgubiri de la asistenta sa în valoare de 1 milion de lei, bani pe care susținea că îi va dona gimnaziului din satul său natal.
Prisacari a fost achitat de instanța de judecată un an mai târziu, denunțătoarele fiind obligate să dezmintă informațiile „defăimătoare, care lezează onoarea, demnitatea și reputația profesională a lui Viorel Prisăcari” și să achite câte 30.000 de lei moldovenești cu titlu de prejudiciu moral. Decizia a fost criticată de o asociație națională de protecție și promovare a drepturilor femeilor.
În mai 2021, Curtea de Apel Chișinău a casat hotărârea primei instanțe.